# Кастомизация
Кастомизация (от англ. to customize — настраивать, изменять) — маркетинговый подход, подразумевающий изменение массового товара или услуги под запросы потенциальных клиентов.
Ф. Котлер определяет кастомизацию как "видоизменение брендового товара с учётом потребностей групп или индивидов. Включает все усилия по изменению заводских спецификаций товара для улучшения его технических характеристик".
Кастомизация продукции подразумевает создание широкого ассортимента модификаций товара, каждая из которых адресно ориентирована на целевую аудиторию потребителей (сегмент рынка).
Среди недостатков кастомизации следует выделить:
- поставщики руководствуются своими представлениями о потребностях рынка, что нередко приводит к чрезмерному увеличению модификаций товара;
- отсутствует обратная связь с потребителями, что выражается в появлении нереализованных остатков товара и замедлении товарно-денежного оборота;
- часть потребностей покупателей не находит удовлетворения в товаре, так как покупатели не участвуют в создании товара и не влияют на его ключевые параметры;
- сокращается жизненный цикл товарного предложения из-за быстрого появления других, более адаптированных к спросу товарных предложений.

Кастомизированный маркетинг предполагает возможность выбора покупателем отдельных параметров товара, изменяемых на заключительных этапах производственного цикла.
Такой подход создает у покупателей иллюзию индивидуализации товара и выбора из множества вариантов.
Пример: Компания Nike — предоставляет возможность покупателям в интернет-магазине выбрать цвет шнурков, передней части, внутреннего слоя, язычка и подошвы покупаемой обуви.
По сравнению с традиционным подходом, основанном на продвижении стандартизированного товара всем потребителям сразу, кастомизация обеспечивает большую адаптивность товарного предложения к условиям потребительского спроса.
Однако она проигрывает кастомеризации, предполагающей производство полностью индивидуализированного товара по заявке, параметрам и под контролем конечного покупателя.